# Climax (banda boliviana)
Clímax fue un grupo de rock de Bolivia, formado a finales de la década de 1970. consideraro uno de los pioneros e iniciadores grupos del rock boliviano.

## Historia

### Sus inicios
La banda se forma en 1968, después de que sus integrantes retornaron de un viaje a Estados Unidos, donde habían permanecido casi un año y habían recibido la influencia de las bandas y el movimiento del rock de esa época.
José "Pepe" Eguino y Javier Saldías se habían separado de los Blacks Birds para viajar a Estados Unidos en enero de ese año, junto al baterista Álvaro Córdoba que había dejado también su banda: Las Tortugas. A su retorno, conforman oficialmente Clímax, con el esquema de power trío (inspirados en Cream).

### «Nacidos para ser salvajes»
A finales de 1968 y principios de 1969, graban en Discolandia Nacido para ser salvaje, EP que incluía versiones de las canciones “Born to be wild” de Steppenwolf, “Sunshine of your love” y “Tales of the brave Ulysses” de Cream, "Fire" de Jimi Hendrix.
En 1970, presentan su segundo EP, llamado Nacido para ser salvaje II, grabado en 1969, en el cual participa también Bob Hopkins, un marine estadounidense que se integra a la banda tocando la armónica y cantando. El segundo disco de la banda incluiría una nueva versión de la canción de Steppenwolf conocida como “Born to be wild (The second part)" y además sus primeras composiciones: “The seeker", “Ritmo de la vida” y “El abrigo café de piel de gallina”, cantado por Hopkins, que se convertiría en un éxito para la banda.

### «Gusano mecánico»
Luego de viajar por Estados Unidos y Argentina, Clímax lanza en 1974 el disco más representativo de la banda: Gusano mecánico que incluía entre otros los temas “Pachacutec (rey de oro)”, “Gusano mecánico (a) Invasión, b) Dominio, c) Abandono)" y “Cristales soñadores”. Gusano mecánico es uno de los primeros discos conceptuales y un álbum clásico del rock boliviano.
En 1975, los integrantes de la banda entran en una etapa (emulando a las estrellas inglesas del rock), en un periodo de búsqueda intelectual. Saldias, decide cambiar no solamente de rumbo, sino de integrantes. José Zapata (lead guitar) integra brevemente la banda junto a David Huet (†), que más tarde formaría en Estados Unidos el grupo Black Cream. De ese periodo nace la versión original de "Gusano Mecánico" en versión comercial.
Sería también el primer disco de larga duración de la banda, lanzado en vinilo en formato de álbum de tapa doble, basada en el grabado surrealista de M. C. Esher "Relativity", muestra un laberinto de escaleras al cual se le incorporaron gusanos aludiendo la mecanización de la humanidad.

### La separación
Luego del éxito del Gusano Mecánico, el baterista, Álvaro Cordero deja la banda para viajar. Aunque Saldías y Eguino trataron de seguir con la banda realizando varias presentaciones junto a Nicolás Suárez en el teclado y Félix Chávez como segundo guitarrista, incluyendo una en Argentina; no tuvieron el mismo éxito que la conformación original.
En los años posteriores, se produjeron varios reencuentros, presentándose la conformación original del grupo en algunos festivales a principios de la década de 1990 y realizaron un concierto el año 2002, luego de que el baterista original retornara definitivamente a Bolivia.